# Транскрипт (биология)
Транскрипт — молекула РНК, образующаяся в результате транскрипции (экспрессии соответствующего гена или участка ДНК).
Примерами транскриптов являются: мРНК, рРНК, тРНК, малые РНК.